# Georg Maier (Theaterdirektor)

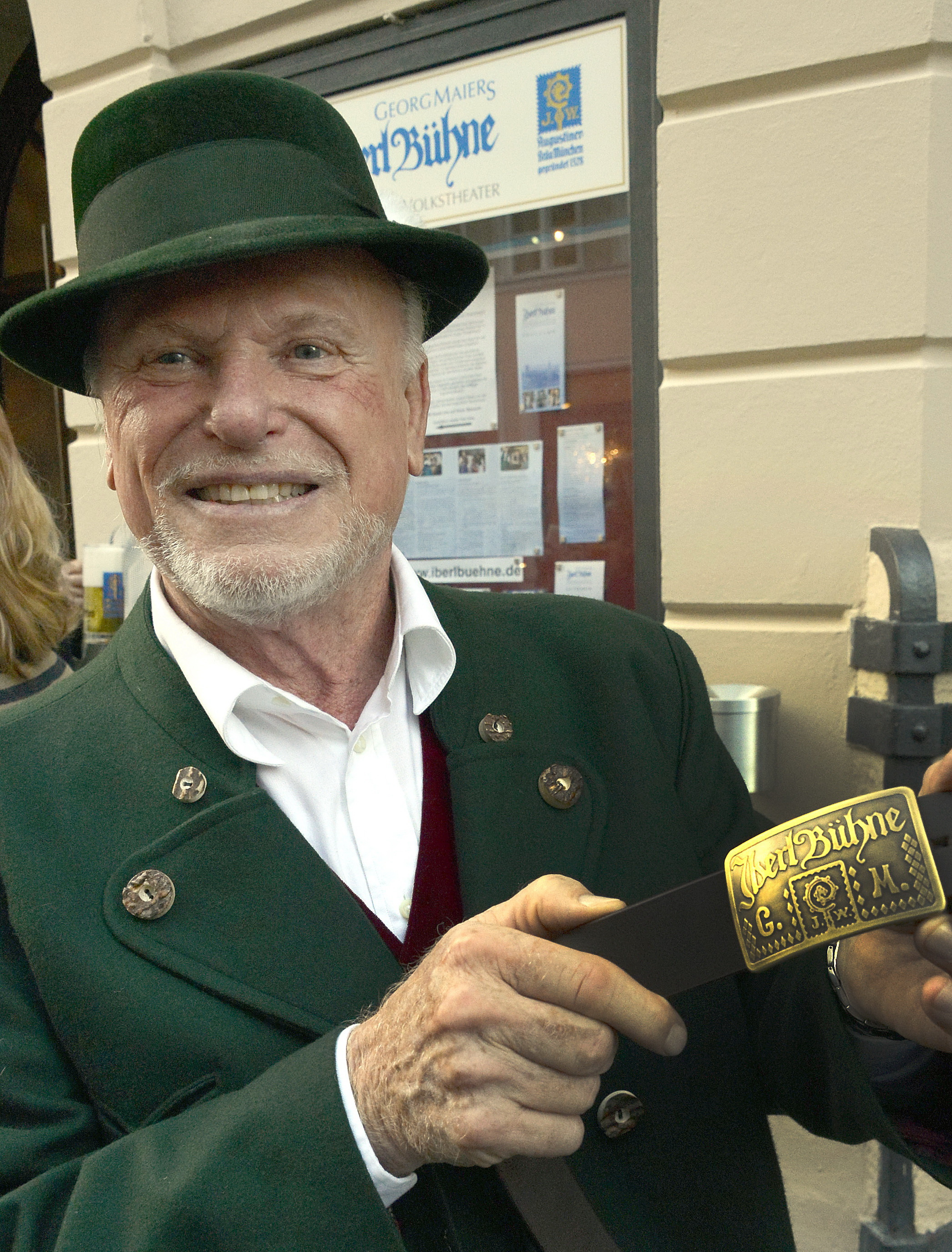
Georg Maier, 2014 vor seiner neuen Spielstätte

Georg Maier (* 27. September 1941 in Grünwald bei München; † 1. Januar 2021 in München) war ein deutscher Theaterintendant, Autor, Regisseur, Gastwirt, Volks- und Theaterschauspieler.

## Leben
Georg Maier stammte aus einer Münchner Wirtsfamilie, sein Vater war Pächter im Gasthaus zur Hundskugel, Münchens ältestem, bis 2011 bestehenden Gasthaus. Er übernahm 1966 die Gaststätte Iberl im Münchener Stadtteil Solln und gründete darin die Iberl-Bühne, ein Theater, das seine eigenen volkstümlichen Stücke in bayerischer Mundart spielte. Maier war im Fernsehen vor allem mit „seiner“ Iberl-Bühne zu sehen, spielte aber auch gelegentlich Nebenrollen in Serien, bekanntere vor allem in „Irgendwie und Sowieso“ sowie „Hindafing“.
Seit Oktober 2014 ist die neue Spielstätte der Iberl-Bühne in München, im Augustiner Stammhaus in der Herzogspitalstraße.
Georg Maier starb nach einem schweren Krebsleiden am 1. Januar 2021 kurz nach Mitternacht im Beisein seiner Frau Raphaela und seiner Tochter Georgia.

## Ehrungen und Auszeichnungen
- 1996: Medaille München leuchtet der Stadt München
- 1997: Bayerischer Poetentaler der Münchner Turmschreiber für seine Verdienste um die bayerische Kultur
- 2001: Verdienstorden der Bundesrepublik Deutschland (Verdienstkreuz am Bande)
- 2002: Ernst-Hoferichter-Preis – Literaturpreis der Stadt München

## Theaterstücke als Autor
- 1982: Zirkus Zirkus
- 1985: Da Ruach
- 1988: Zuagricht...hergricht... higricht
- 1992: Die weiße Gams
- 1993: Hollerküaccherl
- 1995: Larifari
- 1996: So ein Pech mit dem Glück
- 1997: Das Lied vom Wildschütz Jennerwein
- 1999: Jean Sapralott
- 2001: Kloster-Perlen
- 2002: Gigolo
- 2003: Patrioten
- 2004: Der Wadlbeisser
- 2005: Schwarze Nägermusi
- 2007: Den um a Fünferl eine Moral
- 2008: A Deiflert´s is
- 2009: Schnoderhüpferl
- 2010: O´Zapft is
- 2011: Madame Dirredari
- 2012: Sauber Brazzelt
- 2013: Die Drei´Quartel Bierrebellion
- 2014: Westentascherl-Casanova
- 2015: Stradivari
- 2017: Wuidschützn
- 2019: Ois dastunga und dalog´n

## Filmografie (Auswahl)

### Fernsehen
- 1983: Familie Meier  (BR-Serie von Franz Xaver Bogner)
- 1986: Irgendwie und Sowieso, als Berti Binser (BR-Serie von Franz Xaver Bogner)
- Gastauftritte unter anderem in Derrick, Der Alte, Der Bulle von Tölz, Tatort, Monaco Franze, Forsthaus Falkenau, Siska
- 2016: Hindafing (BR-Serie)